# Gertrud Pålson-Wettergren
Gertrud Wettergren, känd som Gertrud Pålson-Wettergren, ogift Pålson, född 17 februari 1897 i Västra Sallerups socken i Skåne, död 26 november 1991 i Djursholm, var en svensk skådespelare och operasångare (mezzosopran).

## Biografi
Pålson-Wettergren fick sin utbildning vid Musikkonservatoriet i Stockholm 1914–1918 och vid Operans scenskola 1922–1923. Hon tog även lektioner för Haldis Ingebjart och Gillis Bratt.
Hon var engagerad vid Kungliga Teatern i Stockholm – ursprungliga debutrollen var där Cherubin i Mozarts Figaros bröllop –  mellan 1922 och 1948 och utnämndes till hovsångerska 1934. Hon uppträdde på Kungliga Teatern som modern i Menottis Konsuln så sent som 1952. Åren 1935–1938 var Pålsson-Wettergren engagerad vid Metropolitan Opera House i bland annat titelrollen i Bizets Carmen och som Delila i Camille Saint-Saëns Simson och Delila. Vid Royal Opera House Covent Garden framträdde hon som Azucena i Verdis Trubaduren och Amneris i Verdis Aida.
Hon medverkade även vid premiärer av svenska verk som Singoalla, Rosenbergs båda Marionetter och Lycksalighetens ö. Hon mottog Litteris et artibus 1931.
Pålson-Wettergren var gift från 1925 med Erik Wettergren (1883–1961). Deras dotter Margareta Wettergren (1928–2003) var gift med Berndt Stackelberg och Kit Colfach samt mor till Ewa Stackelberg.

## Diskografi
- Georges Bizet – Carmen. Gertrud Pålsson-Wettergren. SR Records SRLP 1344.
- Set Svanholm live. Wagner, Verdi. Stockholm Royal Opera Orchestra. Dirigent Nils Grevillius, Leo Blech, Karl Elmendorff. Joel Berglund, Set Svanholm, Helga Görlin, Leon Björker, Gertrud Wettergren. Preiser 90332. 2 cd. Svensk mediedatabas.

## Filmografi (urval)
- 1930 – Charlotte Löwensköld
- 1933 – Karl Fredrik regerar
- 1934 – Sången om den eldröda blomman
- 1945 – Hans Majestät får vänta